# Дејан Јеремић
Дејан Јеремић (Врњачка Бања, 17. мај 1960) је српски новинар, публициста и писац.

## Биографија
Детињство и тинејџерско доба је провео у Трстенику у ком је завршио основну школу и гимназију. Од ране младости показивао је интересовање за књижевност и писање, истицао се литерарним радовима, особеним стилом нарације захваљујући којем осваја бројне награде на књижевним такмичењима.
По завршетку гимназијског школовања, студирао је Општу књижевност са теоријом књижевности на Филолошком факултету у Београду. Упоредо, конкурише на Катедри за филмску и телевизијску режију Факултета драмских уметности у Београду, али после трећег покушаја, одустаје и улази у свет новинарства.

## Новинарска каријера
Прве текстове објављује у дневним и локалним новинама. Најчешће, теме његових текстова били су догађаји из културе и филмске рецензије. Средином 1991. године са групом младих радијских водитеља, монтажера, тонаца и музичара оснива Радио Пингвин, прву београдску приватну радио-станицу чији је слоган био „Без политике и народне музике”.
У другој половини 90-их година прошлог века радио је у редакцијама магазина „Стратегија”, дневних новина франкфуртских „Вести”, Радио Југославије, „Сити радија” и маркетиншкој агенцији SAATCHI & SAATCHI.
Почетком другог миленијума био је један од оснивача радија „Венус”, а потом почиње новинарски, репортерски и уреднички рад на Телевизији Б92. Ужа специјалност било му је правосуђе те је из Специјалног суда извештавао о процесима за убиство премијера Зорана Ђинђића, убиство Ивана Стамболића, полицијског генерела Бошка Бухе, четвороструко убиство на Ибарској магистрали, атентат на Вука Драшковића у Будви као и о злочинима, убиствима и отмицама које су починили припадници криминалног земунског клана. Те теме наставља да обрађује и на Радио-телевизији Србије, потом у Националном дневнику Телевизије Пинк и као уредник централне информативне емисије на тадашњој Телевизији Кошава.
На Радију С радио је као водитељ емисије и копирајтер у креативном тиму. Био је дописник бројних телевизијских и радио-станица у земљи и иностранству и аутор више стотина телевизијских и радио-реклама.
Као дописник, новинар, колумниста и уредник радио је у дневним и недељним новинама „Дневни телеграф”, „Данас”, „Нова Борба”, „Репортер”, „Недељни телеграф”, „Револт”, „Актер”, „Објектив”, „Новине новосадске”... и месечним часописима „The Man”, „CorD”...
Био је колумиста интернет-сајтова: www.istinomer.rs, www.kolumnista.com, www.koreni.rs, www.smedia.rs, www.akuzativ.com, www.marginalac.org, www.dnevno.rs, www.gerila.rs...

## Публицистички и књижевни рад
Прву књигу, збирку колумни „О јагодама и крви”, објавио је крајем 2012. године.
У својој рецензији књиге, новинар Владан Алимпијевић написао је:
„Tумарамо кроз средњевековно црквено мрачњаштво, феудалне поседе политичара, грамзивост банкара и дилетантизам интелектуалаца. Тако слика живот у својим колумнама аутор ове књиге, без претензија да је изнад ситуације и да треба одустати од сваке могућности промена.
Он својим личним животом сведочи да се за промену система норми и система живота вреди борити. Као потврда Марксових речи да „друштвено биће одређује човекову свест”, односно да начин на који човек живи и привређује за живот одређује његов начин мишљења, аутор у овим колумнама позива на акцију.
Он се обраћа мислећем појединцу, човеку који попут Монтењовог јунака из „Огледа” може да се у некој собици повремено осами, као да нема ни породице ни пријатеља ни посла ни проблема, људима који умеју да своје незадовољство и страх од разликовања изврну попут рукавице и да постану одговорни за себе и за друштво у коме живимо онако како је то описивао Хајдегер. 
Ова књига је тај генетски код...”
Рецензију књиге писао је и новинар и колумниста Љубодраг Стојадиновић:
„Довољно је преписивати стварност да би она у новинској колумнистичкој хроници била маркесовски апсурдна и невероватна. Тај ниво ауторске креативности постиже на два начина: инвентарисањем актуелних будалаштина које чине најумнији међу нама, и иронијом која и њега и читаоце брани од трауматичне озбиљности. Тако је, уз остало, Јеремић и хроничар српског транзиционог духа, који се опробава у опирању ништавилу. То је истовремено дух надмоћи који уочава бит ствари.
У ствари, то је лозинка Јеремићеве приче: истина, која изгледа као претња свима и свему, и резолутни, мада горки, мада понегде срдити отклон и отпор аутора оштром иронијом, која је понегде на самој граници сарказма”.
Наредне две и по године ради на двема књигама и 2015. године најпре објављује књигу „Србија за почетнике и понављаче”, својеврстан омаж делу и стварању Богдана Тирнанића Тиркета.
Књига има три поглавља: „Драга, Инес… ”, „Играли се коњи врани” и „Писма из Африке”, и наслања се на Јеремићево прво дело „О јагодама и крви”. Посебно је занимљиво треће поглавље „Писма из Африке” у коме је духовито и сатирично описао све утамице одигране за тридесет један дан 19. Светског фудбалског првенства у Јужноафричкој Републици.
О књизи су писали Роберт Клајн, продуцент и аудио дизајнер:
„Пратећи хронолошки све оно што нам се протеклих неколико година догађало; читајући, једно за другим, испреплетана међу истим корицама, подсећања на политички, естрадни и културни суноврат, и суноврат живота уопште, не могу да се отмем утиску да је свака од ових прича не само вечно актуелна већ и слика наше „светле” будућности.
Све је код Дејана јасно – без околишања. Кратко, ударно, непристрасно. Понекад чињеница заболи, понекад само забрине и растужи. Али упркос свему, његов сјајан и бритак хумор који плеше на ивици сарказма, даје нам неопходну анестезију и оставља места да све лакше и безболније прихватимо. И да и даље, као што он каже, упорно ишчекујемо велики ватромет, иако нам је свима већ одавно јасно да су то само ракете против градносних облака.”
Водитељ Воја Недељковић:
„За мене, мој друг Деша Јеремић представља новинарску призму јер на свој специфичан и јединствен начин осветљава спектар боја наших живота и догађаја у којима се налазимо. Аналитично и пре свега тачно, али не и острашћено, прилази проблемима којима наше друштво, нажалост, обилује. Најчешћи коментар после читања његових текстова је: „Алал му вера, овде нема ни зареза вишка, хајде да прочитам још једном”. Дешо, хвала ти“.
Новинар Игор Спасов:
„Уживати у световној слави је као купање у магарећој мокраћи. Ову мисао нећете наћи у текстовима Дејана Јеремића, али ћете је препознати после читања о онима који мудро њачу из базена жућкасто-зеленкастог садржаја”.
Исте, 2015. године, објављује свој први роман „Чекајући писмо… (роман о љубави)”, епистоларно дело о судбини двоје људи које је живот расуо на различите стране света. Нaбијена емоцијом, носталгична прича о некадашњој љубави, ишчекивању, нади да је све могуће и вери да ништа није узалуд.
У писмима које упућују једно другом, живе сећања на заједничку прошлост, пријатеље, аутентичне и стварне личности, Београд и друге светске дестинације, места и догађаје... И како би то двоје главних јунака 
рекло – на 279 страна љубави, живи прича о „даљини близине и близини даљине…”, „о киши пре дуге и бистрој води…”, о томе да „никада није касно да се буде млад…”
Четврту књигу, сабраних есеја, колумни и огледа „Строго контролисана слобода”, објавио је 2019. године.
Љубодраг Стојадиновић у рецензији књиге, између осталог, наводи:
„Само на први поглед, наслов књиге Дејана Јеремића подсећа на оксиморон. Слобода се, наиме не да контролисати, под контролом она не постоји као суштаствено човеково својство. Ако му неко одузме слободу, нестаје и он. Или опстаје као креатура без ичега, немоћан да се одупре поништавању своје бити. Слобода се лако губи, али се никада не добија. Увек се изнова мора освајати, тако да су под контролом само њени привиди. Ако постоји контрола, нема слободе.
Јеремић се бави свакодневицом, делом живота свакога од нас, који се не може прескочити. Тај свакодневни живот, који се одвија као непрекидна фантазмагорија, чиста је негација слободе: штампе, говора, креативности у култури и уметности. То је илустрација свеколике беде – материјалне и духовне – и све се то проглашава историјским победама и недостижним тријумфом власти.
Дејан Јеремић пише јасно, језгровито и занатски прецизно. Не труди се да мудрује, његове су поруке у тексту објашњене делима антијунака приложених текстова. Он се, као писац дневне хронике онога што нас одређује, одржава или уништава, поименично и без непотребних симбола, бави људима који то чине. Људи који чине незамисливе ствари, кроз перо Јеремића, показују сав парадокс наказне друштвене селекције. Дакле, питање је како су они уопште доспели тамо где се одређује судбина свих? И на основу чега су уверени да им је једино тамо место?
Јеремић је праведан према свима, и не штеди никога. Књига обилује занимљивим, узбудљивим, луцидним текстовима упорног и даровитог хроничара разорних догађаја, који се одвијају мимо наше воље и независно од нашег избора. Књига нам може бити од велике користи као борбено правило за поновно освајање свега што ни по коју цену нисмо смели да изгубимо. Једнога дана, она ће бити део историје о изгубљеној слободи.”
О сепарату књиге „Строго контролисана слобода”, с насловом „Равна гора (страдање историје од ножа камере у једанаест епизода)”, Стојадиновић пише:
„Врхунски сатирични опит, Дејан Јеремић је направио на крају ове књиге. Тачније у њеном сепарату, који је посвећен телевизијској серији Равна Гора аутора Радоша Бајића.
Јеремић је упорно и са мазохистичким стрпљењем, дијалог за дијалогом, разарао сценаристичку потку Бајићеву, успевши да од тога направи урнебесну пародију. Он то чини озбиљно, без изругивања и подсмевања, пуштајући несрећне јунаке, злочинце, жртве, творце историје и њене чудовишне сапутнике, да говоре лошим, непрецизним, апсурдним језиком свог творца. И тако претенциозни епохални уметнички захват сведе на праву меру безвредне дилетантске игре.
У тексту серије, којом се, из епизоде у епизоду, Јеремић на непристрасан начин бави апсурдном логиком разорене приче, добијамо литературу потпуно новог жанра, трагичну претенциозну бурлеску, где више ништа, осим оригиналних будалаштина Р. Б. и није потребно.”
Уредник је портала у новинској агенцији ФоНет и на Слободној телевизији Архивирано на веб-сајту  (8. август 2020) презентер Дневника.
Живи у Београду.